# Cha Bum-kun
Cha Bum-kun (차범근?, 車範根?; Hwaseong, 22 maggio 1953) è un ex calciatore, allenatore di calcio e dirigente sportivo sudcoreano, di ruolo attaccante.
Considerato come uno dei più forti giocatori asiatici di tutti i tempi, è stato nominato dall'IFFHS giocatore asiatico del secolo (1900-1999). Durante la sua carriera giocò per Darmstadt, Eintracht Francoforte e Bayer Leverkusen, vincendo a livello internazionale due Coppe UEFA.

## Biografia
Anche suo figlio Cha Du-ri è stato un calciatore.

## Carriera

### Giocatore

#### Club
Iniziò a giocare nel 1971 con il Korean Air Force Club. Nel 1972 debuttò con la Nazionale di calcio, diventando di fatto il giocatore più giovane ad essere convocato nella selezione sudcoreana.
Dopo essersi affermato in Corea del Sud si trasferì nel 1978 in Bundesliga e passò il suo primo anno in Germania Ovest nel Darmstadt giocando una sola partita in massima serie. Nel 1979 fu acquistato dall'Eintracht Francoforte e con la squadra rosso-nera segnò tre reti nelle prime cinque partite di campionato. Alla sua prima stagione con l'Eintracht segnò 12 reti in campionato e vinse la Coppa UEFA 1979-1980.
Nel 1983 approdò al Bayer Leverkusen, con cui vinse la coppa UEFA nel 1988. Dopo la finale d'andata persa 3-0 a Barcellona contro l'Espanyol, segnò a Leverkusen il gol che portò la partita ai supplementari e poi a rigori, il che lo rende tuttora l'unico calciatore asiatico ad essere andato a segno in una finale UEFA. Si ritirò nel 1989 dopo aver giocato in Bundesliga 308 partite andando a segno 98 volte e ricevendo una sola ammonizione.

#### Nazionale
Con la Corea del Sud, ad ancora 26 anni non compiuti, Cha aveva già segnato 56 reti e vestito la maglia della nazionale per ben 127 volte, ottenendo il record come più veloce calciatore di sempre a toccare le 100 presenze in una nazionale maggiore (contando anche le partite non ufficiali si arriva ad un totale di 188 partite in poco più di 6 anni). Dopo però essere approdato nel calcio europeo, abbandona la nazionale, ripartecipandovi solamente 8 anni dopo nel campionato del mondo 1986, dove con la selezione asiatica perse le partite contro Argentina e Italia e pareggiò contro la Bulgaria.

### Allenatore
Iniziò ad allenare in K-League nel 1991 l'Ulsan Hyundai Horang-i. Nel 1997 fu nominato commissario tecnico della Corea del Sud, riuscendo nell'obiettivo di qualificare la squadra al campionato del mondo 1998 ma le sconfitte contro Messico e soprattutto Paesi Bassi (0-5) costrinsero l'ex calciatore alle dimissioni proprio durante la rassegna mondiale.
Allenò per circa un anno e mezzo in Cina lo Shenzhen Ping'an e nel 2003 fu assunto come allenatore del Suwon Samsung Bluewings, da cui si dimette nel 2010.

## Statistiche

### Presenze e reti nei club
Statistiche aggiornate al termine della carriera.
| Stagione                     | Club                         | Campionato                   | Campionato | Campionato | Coppe nazionali | Coppe nazionali | Coppe nazionali | Coppe continentali | Coppe continentali | Coppe continentali | Altre coppe | Altre coppe | Altre coppe | Totale | Totale |
| Stagione                     | Club                         | Comp                         | Pres       | Reti       | Comp            | Pres            | Reti            | Comp               | Pres               | Reti               | Comp        | Pres        | Reti        | Pres   | Reti   |
| ---------------------------- | ---------------------------- | ---------------------------- | ---------- | ---------- | --------------- | --------------- | --------------- | ------------------ | ------------------ | ------------------ | ----------- | ----------- | ----------- | ------ | ------ |
| 1978-1979                    | Darmstadt                    | BL                           | 1          | 0          | CG              | 0               | 0               | -                  | -                  | -                  | -           | -           | -           | 1      | 0      |
| 1979-1980                    | Eintracht Francoforte        | BL                           | 31         | 12         | CG              | 4               | 0               | CU                 | 11                 | 3                  | -           | -           | -           | 46     | 15     |
| 1980-1981                    | Eintracht Francoforte        | BL                           | 27         | 8          | CG              | 6               | 6               | CU                 | 5                  | 2                  | -           | -           | -           | 38     | 16     |
| 1981-1982                    | Eintracht Francoforte        | BL                           | 31         | 11         | CG              | 1               | 0               | CdC                | 6                  | 1                  | -           | -           | -           | 38     | 12     |
| 1982-1983                    | Eintracht Francoforte        | BL                           | 33         | 15         | CG              | 1               | 0               | -                  | -                  | -                  | -           | -           | -           | 34     | 15     |
| Totale Eintracht Francoforte | Totale Eintracht Francoforte | Totale Eintracht Francoforte | 122        | 46         |                 | 12              | 6               |                    | 22                 | 6                  |             | -           | -           | 156    | 58     |
| 1983-1984                    | Bayer Leverkusen             | BL                           | 34         | 12         | CG              | 1               | 0               | -                  | -                  | -                  | -           | -           | -           | 35     | 12     |
| 1984-1985                    | Bayer Leverkusen             | BL                           | 29         | 10         | CG              | 3               | 4               | -                  | -                  | -                  | -           | -           | -           | 32     | 14     |
| 1985-1986                    | Bayer Leverkusen             | BL                           | 34         | 17         | CG              | 4               | 2               | -                  | -                  | -                  | -           | -           | -           | 38     | 19     |
| 1986-1987                    | Bayer Leverkusen             | BL                           | 33         | 6          | CG              | 2               | 1               | CU                 | 3                  | 2                  | -           | -           | -           | 38     | 9      |
| 1987-1988                    | Bayer Leverkusen             | BL                           | 25         | 4          | CG              | 0               | 0               | CU                 | 10                 | 2                  | -           | -           | -           | 35     | 6      |
| 1988-1989                    | Bayer Leverkusen             | BL                           | 30         | 3          | CG              | 5               | 0               | CU                 | 2                  | 0                  | -           | -           | -           | 37     | 3      |
| Totale Bayer Leverkusen      | Totale Bayer Leverkusen      | Totale Bayer Leverkusen      | 185        | 52         |                 | 15              | 7               |                    | 15                 | 4                  |             | -           | -           | 215    | 63     |
| Totale carriera              | Totale carriera              | Totale carriera              | 308        | 98         |                 | 27              | 13              |                    | 37                 | 10                 |             | -           | -           | 372    | 121    |

### Cronologia presenze e reti in nazionale
| Cronologia completa delle presenze e delle reti in nazionale ― Corea del Sud | Cronologia completa delle presenze e delle reti in nazionale ― Corea del Sud | Cronologia completa delle presenze e delle reti in nazionale ― Corea del Sud | Cronologia completa delle presenze e delle reti in nazionale ― Corea del Sud | Cronologia completa delle presenze e delle reti in nazionale ― Corea del Sud | Cronologia completa delle presenze e delle reti in nazionale ― Corea del Sud | Cronologia completa delle presenze e delle reti in nazionale ― Corea del Sud | Cronologia completa delle presenze e delle reti in nazionale ― Corea del Sud |
| Data                                                                         | Città                                                                        | In casa                                                                      | Risultato                                                                    | Ospiti                                                                       | Competizione                                                                 | Reti                                                                         | Note                                                                         |
| ---------------------------------------------------------------------------- | ---------------------------------------------------------------------------- | ---------------------------------------------------------------------------- | ---------------------------------------------------------------------------- | ---------------------------------------------------------------------------- | ---------------------------------------------------------------------------- | ---------------------------------------------------------------------------- | ---------------------------------------------------------------------------- |
| 7-5-1972                                                                     | Bangkok                                                                      | Corea del Sud                                                                | 0 – 0 dts (2 - 4 dtr)                                                        | Iraq                                                                         | Coppa d'Asia 1972 - Turno preliminare                                        | -                                                                            |                                                                              |
| 10-5-1972                                                                    | Bangkok                                                                      | Corea del Sud                                                                | 4 – 1                                                                        | Repubblica Khmer                                                             | Coppa d'Asia 1972 - 1º turno                                                 | 1                                                                            |                                                                              |
| 12-5-1972                                                                    | Bangkok                                                                      | Corea del Sud                                                                | 1 – 2                                                                        | Kuwait                                                                       | Coppa d'Asia 1972 - 1º turno                                                 | -                                                                            |                                                                              |
| 17-5-1972                                                                    | Bangkok                                                                      | Thailandia                                                                   | 1 – 1 dts (2 - 1 dtr)                                                        | Corea del Sud                                                                | Coppa d'Asia 1972 - Semifinali                                               | -                                                                            |                                                                              |
| 19-5-1972                                                                    | Bangkok                                                                      | Iran                                                                         | 2 – 1                                                                        | Corea del Sud                                                                | Coppa d'Asia 1972 - Finale 3º posto                                          | -                                                                            |                                                                              |
| 15-7-1972                                                                    | Kuala Lumpur                                                                 | Hong Kong                                                                    | 0 – 0                                                                        | Corea del Sud                                                                | Pestabola Merdeka 1972                                                       | -                                                                            |                                                                              |
| 17-7-1972                                                                    | Kuala Lumpur                                                                 | Thailandia                                                                   | 0 – 2                                                                        | Corea del Sud                                                                | Pestabola Merdeka 1972                                                       | -                                                                            |                                                                              |
| 19-7-1972                                                                    | Kuala Lumpur                                                                 | Corea del Sud                                                                | 4 – 1                                                                        | Singapore                                                                    | Pestabola Merdeka 1972                                                       | 1                                                                            |                                                                              |
| 23-7-1972                                                                    | Kuala Lumpur                                                                 | Corea del Sud                                                                | 2 – 0                                                                        | Indonesia                                                                    | Pestabola Merdeka 1972                                                       | 1                                                                            | 45’                                                                          |
| 26-7-1972                                                                    | Kuala Lumpur                                                                 | Corea del Sud                                                                | 3 – 0                                                                        | Giappone                                                                     | Pestabola Merdeka 1972                                                       | -                                                                            |                                                                              |
| 29-7-1972                                                                    | Kuala Lumpur                                                                 | Malaysia                                                                     | 1 – 2                                                                        | Corea del Sud                                                                | Pestabola Merdeka 1972                                                       | 1                                                                            |                                                                              |
| 14-9-1972                                                                    | Tokyo                                                                        | Giappone                                                                     | 2 – 2                                                                        | Corea del Sud                                                                | Korea-Japan Annual Match                                                     | -                                                                            |                                                                              |
| 20-9-1972                                                                    | Seul                                                                         | Corea del Sud                                                                | 3 – 0                                                                        | Thailandia                                                                   | 1972 President's Cup                                                         | 1                                                                            |                                                                              |
| 22-9-1972                                                                    | Seul                                                                         | Corea del Sud                                                                | 3 – 1                                                                        | Repubblica Khmer                                                             | 1972 President's Cup                                                         | -                                                                            |                                                                              |
| 24-9-1972                                                                    | Seul                                                                         | Corea del Sud                                                                | 2 – 0                                                                        | Malaysia                                                                     | 1972 President's Cup                                                         | -                                                                            |                                                                              |
| 27-9-1972                                                                    | Seul                                                                         | Corea del Sud                                                                | 0 – 1                                                                        | Birmania                                                                     | 1972 President's Cup                                                         | -                                                                            |                                                                              |
| 30-9-1972                                                                    | Seul                                                                         | Corea del Sud                                                                | 1 – 0                                                                        | Malaysia                                                                     | 1972 President's Cup                                                         | -                                                                            |                                                                              |
| 22-10-1972                                                                   | Seul                                                                         | Corea del Sud                                                                | 1 – 1                                                                        | Australia                                                                    | Amichevole                                                                   | -                                                                            |                                                                              |
| 24-10-1972                                                                   | Seul                                                                         | Corea del Sud                                                                | 0 – 2                                                                        | Australia                                                                    | Amichevole                                                                   | -                                                                            |                                                                              |
| 18-11-1972                                                                   | Bangkok                                                                      | Corea del Sud                                                                | 4 – 1                                                                        | Malaysia                                                                     | King's Cup 1972                                                              | -                                                                            |                                                                              |
| 22-11-1972                                                                   | Bangkok                                                                      | Indonesia                                                                    | 1 – 1                                                                        | Corea del Sud                                                                | King's Cup 1972                                                              | 1                                                                            |                                                                              |
| 24-11-1972                                                                   | Bangkok                                                                      | Corea del Sud                                                                | 2 – 0                                                                        | Singapore                                                                    | King's Cup 1972                                                              | -                                                                            |                                                                              |
| 26-11-1972                                                                   | Bangkok                                                                      | Thailandia                                                                   | 1 – 0                                                                        | Corea del Sud                                                                | King's Cup 1972                                                              | -                                                                            |                                                                              |
| 19-5-1973                                                                    | Seul                                                                         | Corea del Sud                                                                | 4 – 0                                                                        | Thailandia                                                                   | Qual. Mondiali 1974                                                          | 1                                                                            | 69’                                                                          |
| 21-5-1973                                                                    | Seul                                                                         | Corea del Sud                                                                | 0 – 0                                                                        | Malaysia                                                                     | Qual. Mondiali 1974                                                          | -                                                                            |                                                                              |
| 23-5-1973                                                                    | Seul                                                                         | Corea del Sud                                                                | 0 – 0                                                                        | Israele                                                                      | Qual. Mondiali 1974                                                          | -                                                                            |                                                                              |
| 26-5-1973                                                                    | Seul                                                                         | Corea del Sud                                                                | 3 – 1                                                                        | Hong Kong                                                                    | Qual. Mondiali 1974                                                          | -                                                                            | 22’                                                                          |
| 28-5-1973                                                                    | Seul                                                                         | Corea del Sud                                                                | 1 – 0                                                                        | Israele                                                                      | Qual. Mondiali 1974                                                          | 1                                                                            |                                                                              |
| 23-6-1973                                                                    | Seul                                                                         | Corea del Sud                                                                | 2 – 0                                                                        | Giappone                                                                     | Korea-Japan Annual Match                                                     | -                                                                            |                                                                              |
| 22-9-1973                                                                    | Seul                                                                         | Corea del Sud                                                                | 6 – 0                                                                        | Repubblica Khmer                                                             | 1973 President's Cup                                                         | 2                                                                            |                                                                              |
| 24-9-1973                                                                    | Seul                                                                         | Corea del Sud                                                                | 3 – 1                                                                        | Indonesia                                                                    | 1973 President's Cup                                                         | -                                                                            |                                                                              |
| 28-9-1973                                                                    | Seul                                                                         | Corea del Sud                                                                | 0 – 1                                                                        | Birmania                                                                     | 1973 President's Cup                                                         | -                                                                            |                                                                              |
| 30-9-1973                                                                    | Seul                                                                         | Corea del Sud                                                                | 2 – 0                                                                        | Malaysia                                                                     | 1973 President's Cup                                                         | 1                                                                            |                                                                              |
| 28-10-1973                                                                   | Sydney                                                                       | Australia                                                                    | 0 – 0                                                                        | Corea del Sud                                                                | Qual. Mondiali 1974                                                          | -                                                                            |                                                                              |
| 10-11-1973                                                                   | Seul                                                                         | Corea del Sud                                                                | 2 – 2                                                                        | Australia                                                                    | Qual. Mondiali 1974                                                          | -                                                                            |                                                                              |
| 13-11-1973                                                                   | Hong Kong                                                                    | Australia                                                                    | 1 – 0                                                                        | Corea del Sud                                                                | Qual. Mondiali 1974                                                          | -                                                                            |                                                                              |
| 16-12-1973                                                                   | Bangkok                                                                      | Corea del Sud                                                                | 5 – 0                                                                        | Repubblica Khmer                                                             | King's Cup 1973                                                              | 1                                                                            |                                                                              |
| 18-12-1973                                                                   | Bangkok                                                                      | Corea del Sud                                                                | 0 – 0                                                                        | Malaysia                                                                     | King's Cup 1973                                                              | -                                                                            |                                                                              |
| 22-12-1973                                                                   | Bangkok                                                                      | Corea del Sud                                                                | 2 – 0                                                                        | Birmania                                                                     | King's Cup 1973                                                              | 1                                                                            |                                                                              |
| 25-12-1973                                                                   | Bangkok                                                                      | Malaysia                                                                     | 1 – 2                                                                        | Corea del Sud                                                                | King's Cup 1973                                                              | 1                                                                            | 45’                                                                          |
| 13-5-1974                                                                    | Seul                                                                         | Corea del Sud                                                                | 0 – 1                                                                        | Repubblica Khmer                                                             | 1974 President's Cup                                                         | -                                                                            |                                                                              |
| 18-5-1974                                                                    | Seul                                                                         | Corea del Sud                                                                | 3 – 0                                                                        | Birmania                                                                     | 1974 President's Cup                                                         | 1                                                                            |                                                                              |
| 4-9-1974                                                                     | Tehran                                                                       | Corea del Sud                                                                | 1 – 0                                                                        | Thailandia                                                                   | Giochi asiatici 1974                                                         | -                                                                            |                                                                              |
| 6-9-1974                                                                     | Tehran                                                                       | Kuwait                                                                       | 4 – 0                                                                        | Corea del Sud                                                                | Giochi asiatici 1974                                                         | -                                                                            |                                                                              |
| 9-9-1974                                                                     | Tehran                                                                       | Corea del Sud                                                                | 1 – 1                                                                        | Iraq                                                                         | Giochi asiatici 1974                                                         | -                                                                            |                                                                              |
| 11-9-1974                                                                    | Tehran                                                                       | Iran                                                                         | 2 – 0                                                                        | Corea del Sud                                                                | Giochi asiatici 1974                                                         | -                                                                            |                                                                              |
| 13-9-1974                                                                    | Tehran                                                                       | Malaysia                                                                     | 3 – 2                                                                        | Corea del Sud                                                                | Giochi asiatici 1974                                                         | -                                                                            |                                                                              |
| 11-12-1974                                                                   | Bangkok                                                                      | Corea del Sud                                                                | 4 – 0                                                                        | Indonesia                                                                    | King's Cup 1974                                                              | -                                                                            |                                                                              |
| 13-12-1974                                                                   | Bangkok                                                                      | Corea del Sud                                                                | 2 – 1                                                                        | Repubblica Khmer                                                             | King's Cup 1974                                                              | -                                                                            | 72’                                                                          |
| 15-12-1974                                                                   | Bangkok                                                                      | Corea del Sud                                                                | 2 – 2                                                                        | Vietnam del Sud                                                              | King's Cup 1974                                                              | -                                                                            | 75’                                                                          |
| 18-12-1974                                                                   | Bangkok                                                                      | Corea del Sud                                                                | 0 – 0                                                                        | Malaysia                                                                     | King's Cup 1974                                                              | -                                                                            |                                                                              |
| 20-12-1974                                                                   | Bangkok                                                                      | Thailandia                                                                   | 1 – 3                                                                        | Corea del Sud                                                                | King's Cup 1974                                                              | -                                                                            |                                                                              |
| 25-12-1974                                                                   | Hong Kong                                                                    | Corea del Sud                                                                | 3 – 1                                                                        | Indonesia                                                                    | Hong Kong Tournament                                                         | 1                                                                            |                                                                              |
| 16-3-1975                                                                    | Bangkok                                                                      | Malaysia                                                                     | 2 – 1                                                                        | Corea del Sud                                                                | Qual. Coppa d'Asia 1976                                                      | -                                                                            |                                                                              |
| 19-3-1975                                                                    | Bangkok                                                                      | Corea del Sud                                                                | 1 – 0                                                                        | Vietnam del Sud                                                              | Qual. Coppa d'Asia 1976                                                      | -                                                                            |                                                                              |
| 22-3-1975                                                                    | Bangkok                                                                      | Corea del Sud                                                                | 1 – 0                                                                        | Indonesia                                                                    | Qual. Coppa d'Asia 1976                                                      | -                                                                            |                                                                              |
| 24-3-1975                                                                    | Bangkok                                                                      | Thailandia                                                                   | 1 – 0                                                                        | Corea del Sud                                                                | Qual. Coppa d'Asia 1976                                                      | -                                                                            |                                                                              |
| 29-7-1975                                                                    | Kuala Lumpur                                                                 | Malaysia                                                                     | 1 – 3                                                                        | Corea del Sud                                                                | Pestabola Merdeka 1975                                                       | 1                                                                            |                                                                              |
| 1-8-1975                                                                     | Kuala Lumpur                                                                 | Hong Kong                                                                    | 0 – 1                                                                        | Corea del Sud                                                                | Pestabola Merdeka 1975                                                       | -                                                                            |                                                                              |
| 3-8-1975                                                                     | Kuala Lumpur                                                                 | Corea del Sud                                                                | 3 – 2                                                                        | Birmania                                                                     | Pestabola Merdeka 1975                                                       | -                                                                            |                                                                              |
| 7-8-1975                                                                     | Kuala Lumpur                                                                 | Corea del Sud                                                                | 6 – 0                                                                        | Thailandia                                                                   | Pestabola Merdeka 1975                                                       | 1                                                                            | 45’                                                                          |
| 9-8-1975                                                                     | Kuala Lumpur                                                                 | Corea del Sud                                                                | 3 – 1                                                                        | Giappone                                                                     | Pestabola Merdeka 1975                                                       | 3                                                                            |                                                                              |
| 11-8-1975                                                                    | Kuala Lumpur                                                                 | Corea del Sud                                                                | 5 – 1                                                                        | Indonesia                                                                    | Pestabola Merdeka 1975                                                       | 1                                                                            |                                                                              |
| 15-8-1975                                                                    | Kuala Lumpur                                                                 | Corea del Sud                                                                | 4 – 0                                                                        | Bangladesh                                                                   | Pestabola Merdeka 1975                                                       | 1                                                                            |                                                                              |
| 17-8-1975                                                                    | Kuala Lumpur                                                                 | Malaysia                                                                     | 0 – 1                                                                        | Corea del Sud                                                                | Pestabola Merdeka 1975                                                       | -                                                                            |                                                                              |
| 8-9-1975                                                                     | Seul                                                                         | Corea del Sud                                                                | 3 – 0                                                                        | Giappone                                                                     | Korea-Japan Annual Match                                                     | -                                                                            |                                                                              |
| 21-12-1975                                                                   | Bangkok                                                                      | Corea del Sud                                                                | 3 – 1                                                                        | Birmania                                                                     | King's Cup 1975                                                              | 2                                                                            |                                                                              |
| 23-12-1975                                                                   | Bangkok                                                                      | Thailandia                                                                   | 2 – 1                                                                        | Corea del Sud                                                                | King's Cup 1975                                                              | -                                                                            |                                                                              |
| 27-12-1975                                                                   | Bangkok                                                                      | Corea del Sud                                                                | 2 – 0                                                                        | Indonesia                                                                    | King's Cup 1975                                                              | -                                                                            |                                                                              |
| 30-12-1975                                                                   | Bangkok                                                                      | Corea del Sud                                                                | 5 – 0                                                                        | Singapore                                                                    | King's Cup 1975                                                              | -                                                                            |                                                                              |
| 4-1-1976                                                                     | Bangkok                                                                      | Corea del Sud                                                                | 1 – 0                                                                        | Birmania                                                                     | King's Cup 1975                                                              | -                                                                            |                                                                              |
| 7-8-1976                                                                     | Kuala Lumpur                                                                 | Malaysia                                                                     | 2 – 1                                                                        | Corea del Sud                                                                | Pestabola Merdeka 1976                                                       | -                                                                            |                                                                              |
| 10-8-1976                                                                    | Kuala Lumpur                                                                 | India                                                                        | 0 – 8                                                                        | Corea del Sud                                                                | Pestabola Merdeka 1976                                                       | 3                                                                            |                                                                              |
| 12-8-1976                                                                    | Kuala Lumpur                                                                 | Corea del Sud                                                                | 2 – 0                                                                        | Indonesia                                                                    | Pestabola Merdeka 1976                                                       | -                                                                            |                                                                              |
| 15-8-1976                                                                    | Kuala Lumpur                                                                 | Corea del Sud                                                                | 2 – 0                                                                        | Birmania                                                                     | Pestabola Merdeka 1976                                                       | 1                                                                            |                                                                              |
| 18-8-1976                                                                    | Kuala Lumpur                                                                 | Corea del Sud                                                                | 0 – 0                                                                        | Giappone                                                                     | Pestabola Merdeka 1976                                                       | -                                                                            |                                                                              |
| 20-8-1976                                                                    | Kuala Lumpur                                                                 | Corea del Sud                                                                | 2 – 1                                                                        | Thailandia                                                                   | Pestabola Merdeka 1976                                                       | -                                                                            |                                                                              |
| 11-9-1976                                                                    | Seul                                                                         | Corea del Sud                                                                | 4 – 4                                                                        | Malaysia                                                                     | 1976 President's Cup                                                         | 3                                                                            |                                                                              |
| 13-9-1976                                                                    | Seul                                                                         | Corea del Sud                                                                | 4 – 0                                                                        | India                                                                        | 1976 President's Cup                                                         | 1                                                                            |                                                                              |
| 17-9-1976                                                                    | Seul                                                                         | Corea del Sud                                                                | 7 – 0                                                                        | Singapore                                                                    | 1976 President's Cup                                                         | 2                                                                            |                                                                              |
| 23-9-1976                                                                    | Seul                                                                         | Corea del Sud                                                                | 2 – 0                                                                        | Nuova Zelanda                                                                | 1976 President's Cup                                                         | -                                                                            |                                                                              |
| 4-12-1976                                                                    | Tokyo                                                                        | Giappone                                                                     | 1 – 2                                                                        | Corea del Sud                                                                | Korea-Japan Annual Match                                                     | -                                                                            |                                                                              |
| 15-12-1976                                                                   | Bangkok                                                                      | Thailandia                                                                   | 2 – 1                                                                        | Corea del Sud                                                                | King's Cup 1976                                                              | -                                                                            |                                                                              |
| 17-12-1976                                                                   | Bangkok                                                                      | Corea del Sud                                                                | 4 – 0                                                                        | Singapore                                                                    | King's Cup 1976                                                              | -                                                                            |                                                                              |
| 22-12-1976                                                                   | Bangkok                                                                      | Malaysia                                                                     | 1 – 1                                                                        | Corea del Sud                                                                | King's Cup 1976                                                              | 1                                                                            |                                                                              |
| 14-2-1977                                                                    | Singapore                                                                    | Singapore                                                                    | 0 – 4                                                                        | Corea del Sud                                                                | Amichevole                                                                   | 1                                                                            |                                                                              |
| 18-2-1977                                                                    | Manama                                                                       | Bahrein                                                                      | 1 – 4                                                                        | Corea del Sud                                                                | Amichevole                                                                   | 1                                                                            |                                                                              |
| 20-2-1977                                                                    | Manama                                                                       | Bahrein                                                                      | 1 – 1                                                                        | Corea del Sud                                                                | Amichevole                                                                   | -                                                                            |                                                                              |
| 27-2-1977                                                                    | Tel-Aviv                                                                     | Israele                                                                      | 0 – 0                                                                        | Corea del Sud                                                                | Qual. Mondiali 1978                                                          | -                                                                            |                                                                              |
| 20-3-1977                                                                    | Seul                                                                         | Corea del Sud                                                                | 3 – 1                                                                        | Israele                                                                      | Qual. Mondiali 1978                                                          | 1                                                                            |                                                                              |
| 26-3-1977                                                                    | Tokyo                                                                        | Giappone                                                                     | 0 – 0                                                                        | Corea del Sud                                                                | Qual. Mondiali 1978                                                          | -                                                                            |                                                                              |
| 3-4-1977                                                                     | Seul                                                                         | Corea del Sud                                                                | 1 – 0                                                                        | Giappone                                                                     | Qual. Mondiali 1978                                                          | 1                                                                            |                                                                              |
| 15-6-1977                                                                    | Seul                                                                         | Corea del Sud                                                                | 2 – 1                                                                        | Giappone                                                                     | Korea-Japan Annual Match                                                     | -                                                                            |                                                                              |
| 26-6-1977                                                                    | Hong Kong                                                                    | Hong Kong                                                                    | 0 – 1                                                                        | Corea del Sud                                                                | Qual. Mondiali                                                               | 1                                                                            |                                                                              |
| 3-7-1977                                                                     | Pusan                                                                        | Corea del Sud                                                                | 0 – 0                                                                        | Iran                                                                         | Qual. Mondiali 1978                                                          | -                                                                            |                                                                              |
| 17-7-1977                                                                    | Kuala Lumpur                                                                 | Corea del Sud                                                                | 4 – 0                                                                        | Libia                                                                        | Pestabola Merdeka 1977                                                       | 1                                                                            |                                                                              |
| 20-7-1977                                                                    | Kuala Lumpur                                                                 | Corea del Sud                                                                | 4 – 1                                                                        | Thailandia                                                                   | Pestabola Merdeka 1977                                                       | -                                                                            |                                                                              |
| 22-7-1977                                                                    | Kuala Lumpur                                                                 | Corea del Sud                                                                | 5 – 1                                                                        | Indonesia                                                                    | Pestabola Merdeka 1977                                                       | 1                                                                            |                                                                              |
| 24-7-1977                                                                    | Kuala Lumpur                                                                 | Corea del Sud                                                                | 4 – 0                                                                        | Birmania                                                                     | Pestabola Merdeka 1977                                                       | 1                                                                            |                                                                              |
| 26-7-1977                                                                    | Kuala Lumpur                                                                 | Malaysia                                                                     | 1 – 1                                                                        | Corea del Sud                                                                | Pestabola Merdeka 1977                                                       | -                                                                            |                                                                              |
| 28-7-1977                                                                    | Kuala Lumpur                                                                 | Iraq                                                                         | 1 – 1                                                                        | Corea del Sud                                                                | Pestabola Merdeka 1977                                                       | -                                                                            |                                                                              |
| 31-7-1977                                                                    | Kuala Lumpur                                                                 | Corea del Sud                                                                | 1 – 0                                                                        | Iraq                                                                         | Pestabola Merdeka 1977                                                       | 1                                                                            |                                                                              |
| 27-8-1977                                                                    | Sydney                                                                       | Australia                                                                    | 1 – 2                                                                        | Corea del Sud                                                                | Qual. Mondiali 1978                                                          | 1                                                                            |                                                                              |
| 3-9-1977                                                                     | Seul                                                                         | Corea del Sud                                                                | 5 – 1                                                                        | Thailandia                                                                   | 1977 President's Cup                                                         | 1                                                                            |                                                                              |
| 5-9-1977                                                                     | Taegu                                                                        | Corea del Sud                                                                | 3 – 0                                                                        | India                                                                        | 1977 President's Cup                                                         | 2                                                                            |                                                                              |
| 13-9-1977                                                                    | Seul                                                                         | Corea del Sud                                                                | 3 – 0                                                                        | Malaysia                                                                     | 1977 President's Cup                                                         | 1                                                                            | 72’                                                                          |
| 9-10-1977                                                                    | Seul                                                                         | Corea del Sud                                                                | 1 – 0                                                                        | Kuwait                                                                       | Qual. Mondiali 1978                                                          | -                                                                            |                                                                              |
| 23-10-1977                                                                   | Seul                                                                         | Corea del Sud                                                                | 1 – 0                                                                        | Australia                                                                    | Qual. Mondiali 1978                                                          | -                                                                            |                                                                              |
| 5-11-1977                                                                    | Madinat al-Kuwait                                                            | Kuwait                                                                       | 2 – 2                                                                        | Corea del Sud                                                                | Qual. Mondiali 1978                                                          | 1                                                                            |                                                                              |
| 11-11-1977                                                                   | Teheran                                                                      | Iran                                                                         | 2 – 2                                                                        | Corea del Sud                                                                | Qual. Mondiali 1978                                                          | -                                                                            |                                                                              |
| 4-12-1977                                                                    | Pusan                                                                        | Corea del Sud                                                                | 5 – 2                                                                        | Hong Kong                                                                    | Qual. Mondiali 1978                                                          | -                                                                            |                                                                              |
| 12-7-1978                                                                    | Kuala Lumpur                                                                 | Malaysia                                                                     | 1 – 3                                                                        | Corea del Sud                                                                | Pestabola Merdeka 1978                                                       | -                                                                            |                                                                              |
| 14-7-1978                                                                    | Kuala Lumpur                                                                 | Corea del Sud                                                                | 3 – 0                                                                        | Thailandia                                                                   | Pestabola Merdeka 1978                                                       | -                                                                            |                                                                              |
| 16-7-1978                                                                    | Kuala Lumpur                                                                 | Corea del Sud                                                                | 2 – 0                                                                        | Singapore                                                                    | Pestabola Merdeka 1978                                                       | -                                                                            |                                                                              |
| 19-7-1978                                                                    | Kuala Lumpur                                                                 | Corea del Sud                                                                | 4 – 0                                                                        | Giappone                                                                     | Pestabola Merdeka 1978                                                       | 1                                                                            |                                                                              |
| 22-7-1978                                                                    | Kuala Lumpur                                                                 | Corea del Sud                                                                | 2 – 0                                                                        | Iraq                                                                         | Pestabola Merdeka 1978                                                       | 1                                                                            |                                                                              |
| 25-7-1978                                                                    | Kuala Lumpur                                                                 | Corea del Sud                                                                | 2 – 0                                                                        | Indonesia                                                                    | Pestabola Merdeka 1978                                                       | 1                                                                            |                                                                              |
| 29-7-1978                                                                    | Kuala Lumpur                                                                 | Corea del Sud                                                                | 2 – 0                                                                        | Iraq                                                                         | Pestabola Merdeka 1978                                                       | -                                                                            |                                                                              |
| 11-9-1978                                                                    | Pusan                                                                        | Corea del Sud                                                                | 2 – 2                                                                        | Malaysia                                                                     | 1978 President's Cup                                                         | -                                                                            |                                                                              |
| 13-9-1978                                                                    | Taegu                                                                        | Corea del Sud                                                                | 3 – 1                                                                        | Bahrein                                                                      | 1978 President's Cup                                                         | -                                                                            |                                                                              |
| 11-12-1978                                                                   | Bangkok                                                                      | Bahrein                                                                      | 1 – 5                                                                        | Corea del Sud                                                                | Giochi asiatici 1978                                                         | 1                                                                            |                                                                              |
| 13-12-1978                                                                   | Bangkok                                                                      | Corea del Sud                                                                | 2 – 0                                                                        | Kuwait                                                                       | Giochi asiatici 1978                                                         | -                                                                            |                                                                              |
| 15-12-1978                                                                   | Bangkok                                                                      | Giappone                                                                     | 1 – 3                                                                        | Corea del Sud                                                                | Giochi asiatici 1978                                                         | -                                                                            |                                                                              |
| 17-12-1978                                                                   | Bangkok                                                                      | Cina                                                                         | 0 – 1                                                                        | Corea del Sud                                                                | Giochi asiatici 1978                                                         | 1                                                                            |                                                                              |
| 18-12-1978                                                                   | Bangkok                                                                      | Corea del Sud                                                                | 1 – 0                                                                        | Malaysia                                                                     | Giochi asiatici 1978                                                         | -                                                                            |                                                                              |
| 19-12-1978                                                                   | Bangkok                                                                      | Thailandia                                                                   | 1 – 3                                                                        | Corea del Sud                                                                | Giochi asiatici 1978                                                         | -                                                                            |                                                                              |
| 20-12-1978                                                                   | Bangkok                                                                      | Corea del Nord                                                               | 0 – 0                                                                        | Corea del Sud                                                                | Giochi asiatici 1978                                                         | -                                                                            |                                                                              |
| 2-6-1986                                                                     | Città del Messico                                                            | Argentina                                                                    | 3 – 1                                                                        | Corea del Sud                                                                | Mondiali 1986 - 1º turno                                                     | -                                                                            |                                                                              |
| 5-6-1986                                                                     | Città del Messico                                                            | Corea del Sud                                                                | 1 – 1                                                                        | Bulgaria                                                                     | Mondiali 1986 - 1º turno                                                     | -                                                                            |                                                                              |
| 10-6-1986                                                                    | Puebla                                                                       | Corea del Sud                                                                | 2 – 3                                                                        | Italia                                                                       | Mondiali 1986 - 1º turno                                                     | -                                                                            |                                                                              |
| Totale                                                                       |                                                                              | Presenze                                                                     | 130                                                                          |                                                                              | Reti                                                                         | 56                                                                           |                                                                              |

| Cronologia completa delle presenze e delle reti in nazionale (partite non ufficiali) ― Corea del Sud | Cronologia completa delle presenze e delle reti in nazionale (partite non ufficiali) ― Corea del Sud | Cronologia completa delle presenze e delle reti in nazionale (partite non ufficiali) ― Corea del Sud | Cronologia completa delle presenze e delle reti in nazionale (partite non ufficiali) ― Corea del Sud | Cronologia completa delle presenze e delle reti in nazionale (partite non ufficiali) ― Corea del Sud | Cronologia completa delle presenze e delle reti in nazionale (partite non ufficiali) ― Corea del Sud | Cronologia completa delle presenze e delle reti in nazionale (partite non ufficiali) ― Corea del Sud | Cronologia completa delle presenze e delle reti in nazionale (partite non ufficiali) ― Corea del Sud |
| Data                                                                                                 | Città                                                                                                | In casa                                                                                              | Risultato                                                                                            | Ospiti                                                                                               | Competizione                                                                                         | Reti                                                                                                 | Note                                                                                                 |
| --- | --- | --- | --- | --- | --- | --- | --- |
| 28-5-1972                                                                                            | Seul                                                                                                 | Corea del Sud                                                                                        | 0 – 3                                                                                                | Coventry City                                                                                        | Amichevole                                                                                           | - | |
| 2-6-1972                                                                                             | Seul                                                                                                 | Corea del Sud                                                                                        | 2 – 3                                                                                                | Santos                                                                                               | Amichevole                                                                                           | 1 | |
| 1-7-1972                                                                                             | Seul                                                                                                 | Corea del Sud                                                                                        | 1 – 1                                                                                                | Corea del Sud B                                                                                      | Amichevole                                                                                           | - | ?’                                                                                                   |
| 13-7-1972                                                                                            | Kuala Lumpur                                                                                         | Malaysia B                                                                                           | 1 – 3                                                                                                | Corea del Sud                                                                                        | Pestabola Merdeka 1972                                                                               | - | |
| 1-4-1973                                                                                             | Seul                                                                                                 | Corea del Sud                                                                                        | 0 – 1                                                                                                | Corea del Sud Under-20                                                                               | Amichevole                                                                                           | - | |
| 19-4-1973                                                                                            | Seul                                                                                                 | Corea del Sud                                                                                        | 1 – 0                                                                                                | Middlesex Wanderers                                                                                  | Amichevole                                                                                           | - | |
| 21-4-1973                                                                                            | Seul                                                                                                 | Corea del Sud                                                                                        | 3 – 1                                                                                                | Middlesex Wanderers                                                                                  | Amichevole                                                                                           | 1 | |
| 21-4-1974                                                                                            | Seul                                                                                                 | Corea del Sud                                                                                        | 0 – 0                                                                                                | Corea del Sud ASD XI                                                                                 | Amichevole                                                                                           | - | |
| 4-5-1974                                                                                             | Seul                                                                                                 | Corea del Sud                                                                                        | 3 – 0                                                                                                | Corea del Sud universitàrio XI                                                                       | Amichevole                                                                                           | - | |
| 11-5-1974                                                                                            | Seul                                                                                                 | Corea del Sud                                                                                        | 3 – 0                                                                                                | Giappone B                                                                                           | 1974 President's Cup                                                                                 | 1 | |
| 15-5-1974                                                                                            | Seul                                                                                                 | Corea del Sud                                                                                        | 4 – 0                                                                                                | Malaysia B                                                                                           | 1974 President's Cup                                                                                 | - | |
| 20-5-1974                                                                                            | Seul                                                                                                 | Corea del Sud                                                                                        | 7 – 1                                                                                                | PSMS Medan                                                                                           | 1974 President's Cup                                                                                 | 1 | |
| 15-6-1974                                                                                            | Seul                                                                                                 | Corea del Sud                                                                                        | 2 – 1                                                                                                | Middlesex Wanderers                                                                                  | Amichevole                                                                                           | - | |
| 17-6-1974                                                                                            | Seul                                                                                                 | Corea del Sud                                                                                        | 1 – 1                                                                                                | Middlesex Wanderers                                                                                  | Amichevole                                                                                           | 1 | |
| 14-7-1974                                                                                            | Seul                                                                                                 | Corea del Sud                                                                                        | 0 – 0                                                                                                | Esercito della Corea del Sud XI                                                                      | Amichevole                                                                                           | - | |
| 17-7-1974                                                                                            | Seul                                                                                                 | Corea del Sud                                                                                        | 1 – 0                                                                                                | Corea del Sud B                                                                                      | Amichevole                                                                                           | - | |
| 22-12-1974                                                                                           | Hong Kong                                                                                            | South China                                                                                          | 0 – 3                                                                                                | Corea del Sud                                                                                        | Hong Kong Tournament                                                                                 | 1 | |
| 8-3-1975                                                                                             | Seul                                                                                                 | Corea del Sud                                                                                        | 0 – 0                                                                                                | Esercito della Corea del Sud XI                                                                      | Amichevole                                                                                           | - | |
| 14-12-1975                                                                                           | Taipei                                                                                               | Taiwan                                                                                               | 0 – 2                                                                                                | Corea del Sud                                                                                        | Qual. Olimpiadi 1976                                                                                 | - | |
| 2-1-1976                                                                                             | Kuala Lumpur                                                                                         | Malaysia B                                                                                           | 0 – 4                                                                                                | Corea del Sud                                                                                        | King's Cup 1975                                                                                      | - | |
| 7-2-1976                                                                                             | Pusan                                                                                                | Corea del Sud                                                                                        | 2 – 1                                                                                                | Corea del Sud Under-20                                                                               | Amichevole                                                                                           | 1 | |
| 15-2-1976                                                                                            | Seul                                                                                                 | Corea del Sud                                                                                        | 3 – 0                                                                                                | Homa                                                                                                 | Amichevole                                                                                           | - | 80’                                                                                                  |
| 1-3-1976                                                                                             | Seul                                                                                                 | Corea del Sud                                                                                        | 4 – 0                                                                                                | Esercito della Corea del Sud XI                                                                      | Amichevole                                                                                           | 1 | |
| 6-3-1976                                                                                             | Seul                                                                                                 | Corea del Sud                                                                                        | 3 – 0                                                                                                | Taiwan                                                                                               | Qual. Olimpiadi 1976                                                                                 | 1 | |
| 21-3-1976                                                                                            | Tokyo                                                                                                | Giappone                                                                                             | 0 – 2                                                                                                | Corea del Sud                                                                                        | Qual. Olimpiadi 1976                                                                                 | - | |
| 27-3-1976                                                                                            | Seul                                                                                                 | Corea del Sud                                                                                        | 2 – 2                                                                                                | Giappone                                                                                             | Qual. Olimpiadi 1976                                                                                 | 1 | |
| 4-4-1976                                                                                             | Seul                                                                                                 | Corea del Sud                                                                                        | 1 – 3                                                                                                | Israele                                                                                              | Qual. Olimpiadi 1976                                                                                 | - | |
| 28-4-1976                                                                                            | Tel Aviv                                                                                             | Israele                                                                                              | 0 – 0                                                                                                | Corea del Sud                                                                                        | Qual. Olimpiadi 1976                                                                                 | - | |
| 1-6-1976                                                                                             | Pusan                                                                                                | Corea del Sud                                                                                        | 0 – 3                                                                                                | Manchester City                                                                                      | Amichevole                                                                                           | - | |
| 3-6-1976                                                                                             | Taegu                                                                                                | Corea del Sud                                                                                        | 0 – 3                                                                                                | Manchester City                                                                                      | Amichevole                                                                                           | - | |
| 24-6-1976                                                                                            | Seul                                                                                                 | Corea del Sud                                                                                        | 1 – 1                                                                                                | Corea del Sud B                                                                                      | Amichevole                                                                                           | - | |
| 26-6-1976                                                                                            | Jeonju                                                                                               | Corea del Sud                                                                                        | 0 – 0                                                                                                | Corea del Sud B                                                                                      | Amichevole                                                                                           | - | |
| 27-6-1976                                                                                            | Cheongju                                                                                             | Corea del Sud                                                                                        | 2 – 3                                                                                                | Corea del Sud B                                                                                      | Amichevole                                                                                           | 1 | |
| 19-9-1976                                                                                            | Seul                                                                                                 | Corea del Sud                                                                                        | 1 – 1                                                                                                | San Paolo Under-21 XI                                                                                | 1976 President's Cup                                                                                 | 1 | |
| 25-9-1976                                                                                            | Seul                                                                                                 | Corea del Sud                                                                                        | 0 – 0                                                                                                | San Paolo Under-21 XI                                                                                | 1976 President's Cup                                                                                 | - | |
| 27-9-1976                                                                                            | Pusan                                                                                                | Corea del Sud                                                                                        | 1 – 1                                                                                                | San Paolo XI                                                                                         | Amichevole                                                                                           | - | |
| 29-9-1976                                                                                            | Taegu                                                                                                | Corea del Sud                                                                                        | 0 – 2                                                                                                | San Paolo XI                                                                                         | Amichevole                                                                                           | - | 60’                                                                                                  |
| 25-12-1976                                                                                           | Bangkok                                                                                              | Thailandia B                                                                                         | 1 – 3                                                                                                | Corea del Sud                                                                                        | King's Cup 1976                                                                                      | - | |
| 6-2-1977                                                                                             | Seul                                                                                                 | Corea del Sud                                                                                        | 5 – 0                                                                                                | Corea del Sud Under-19                                                                               | Amichevole                                                                                           | 1 | |
| 22-2-1977                                                                                            | Innsbruck                                                                                            | Wacker Innsbruck                                                                                     | 0 – 1                                                                                                | Corea del Sud                                                                                        | Amichevole                                                                                           | - | |
| 1-5-1977                                                                                             | Taegu                                                                                                | Corea del Sud                                                                                        | 4 – 0                                                                                                | Univ. di Yeungnam                                                                                    | Amichevole                                                                                           | 1 | |
| 7-9-1977                                                                                             | Pusan                                                                                                | Corea del Sud                                                                                        | 4 – 1                                                                                                | Racing Beirut                                                                                        | 1977 President's Cup                                                                                 | 1 | |
| 11-9-1977                                                                                            | Seul                                                                                                 | Corea del Sud                                                                                        | 6 – 1                                                                                                | Middlesex Wanderers                                                                                  | 1976 President's Cup                                                                                 | 1 | |
| 15-9-1977                                                                                            | Seul                                                                                                 | Corea del Sud                                                                                        | 0 – 1                                                                                                | San Paolo Under-21 XI                                                                                | 1976 President's Cup                                                                                 | - | |
| 18-12-1977                                                                                           | Gwangju                                                                                              | Corea del Sud                                                                                        | 2 – 0                                                                                                | Corea del Sud B                                                                                      | Amichevole                                                                                           | - | 46’                                                                                                  |
| 15-4-1978                                                                                            | Seul                                                                                                 | Corea del Sud                                                                                        | 4 – 1                                                                                                | Corea del Sud B                                                                                      | Amichevole                                                                                           | 1 | |
| 18-4-1978                                                                                            | Seul                                                                                                 | Corea del Sud                                                                                        | 3 – 1                                                                                                | Corea del Sud B                                                                                      | Amichevole                                                                                           | 1 | |
| 13-5-1978                                                                                            | Seul                                                                                                 | Corea del Sud                                                                                        | 1 – 1                                                                                                | Bologna                                                                                              | Amichevole                                                                                           | - | |
| 15-5-1978                                                                                            | Pusan                                                                                                | Corea del Sud                                                                                        | 1 – 0                                                                                                | Bologna                                                                                              | Amichevole                                                                                           | - | |
| 20-5-1978                                                                                            | Osaka                                                                                                | Palmeiras                                                                                            | 1 – 0                                                                                                | Corea del Sud                                                                                        | Japan Cup 1978                                                                                       | - | |
| 23-5-1978                                                                                            | Hiroshima                                                                                            | Borussia M'gladbach                                                                                  | 4 – 3                                                                                                | Corea del Sud                                                                                        | Japan Cup 1978                                                                                       | 1 | |
| 25-5-1978                                                                                            | Okayama                                                                                              | Corea del Sud                                                                                        | 3 – 0                                                                                                | Giappone XI                                                                                          | Japan Cup 1978                                                                                       | 1 | |
| 25-8-1978                                                                                            | Pusan                                                                                                | Corea del Sud                                                                                        | 0 – 1                                                                                                | Corea del Sud B                                                                                      | Amichevole                                                                                           | - | |
| 27-8-1978                                                                                            | Taegu                                                                                                | Corea del Sud                                                                                        | 5 – 0                                                                                                | Corea del Sud B                                                                                      | Amichevole                                                                                           | 1 | |
| 9-9-1978                                                                                             | Seul                                                                                                 | Corea del Sud                                                                                        | 3 – 2                                                                                                | Washington Diplomats                                                                                 | 1978 President's Cup                                                                                 | - | |
| 16-9-1978                                                                                            | Seul                                                                                                 | Corea del Sud                                                                                        | 4 – 1                                                                                                | Stati Uniti olimpica                                                                                 | 1978 President's Cup                                                                                 | 2 | |
| 19-9-1978                                                                                            | Seul                                                                                                 | Corea del Sud                                                                                        | 1 – 0                                                                                                | Corea del Sud B                                                                                      | 1978 President's Cup                                                                                 | - | |
| 21-9-1978                                                                                            | Seul                                                                                                 | Corea del Sud                                                                                        | 6 – 2                                                                                                | Washington Diplomats                                                                                 | 1978 President's Cup                                                                                 | - | |
| 21-10-1978                                                                                           | Pusan                                                                                                | Corea del Sud                                                                                        | 1 – 1                                                                                                | Sporting Cristal                                                                                     | Amichevole                                                                                           | - | |
| 23-10-1978                                                                                           | Taegu                                                                                                | Corea del Sud                                                                                        | 0 – 0                                                                                                | Sporting Cristal                                                                                     | Amichevole                                                                                           | - | |
| 26-10-1978                                                                                           | Seul                                                                                                 | Corea del Sud                                                                                        | 3 – 1                                                                                                | Sporting Cristal                                                                                     | Amichevole                                                                                           | - | |
| Totale                                                                                               | | Presenze                                                                                             | 61                                                                                                   | | Reti                                                                                                 | 20                                                                                                   | |

## Palmarès

### Giocatore

#### Competizioni nazionali
- Coppa di Germania: 1

Eintracht Francoforte: 1980-1981

#### Competizioni internazionali
- Coppa UEFA: 2

Eintracht Francoforte: 1979-1980
Bayer Leverkusen: 1987-1988

### Nazionale
- Giochi asiatici: 1

1978